# Gulyás János (filmrendező)
Gulyás János Péter (Budapest, 1946. szeptember 2. – Budapest, 2021. december 11.) Kossuth- és Balázs Béla-díjas magyar filmrendező, operatőr, egyetemi tanár, érdemes művész.

## Életpályája

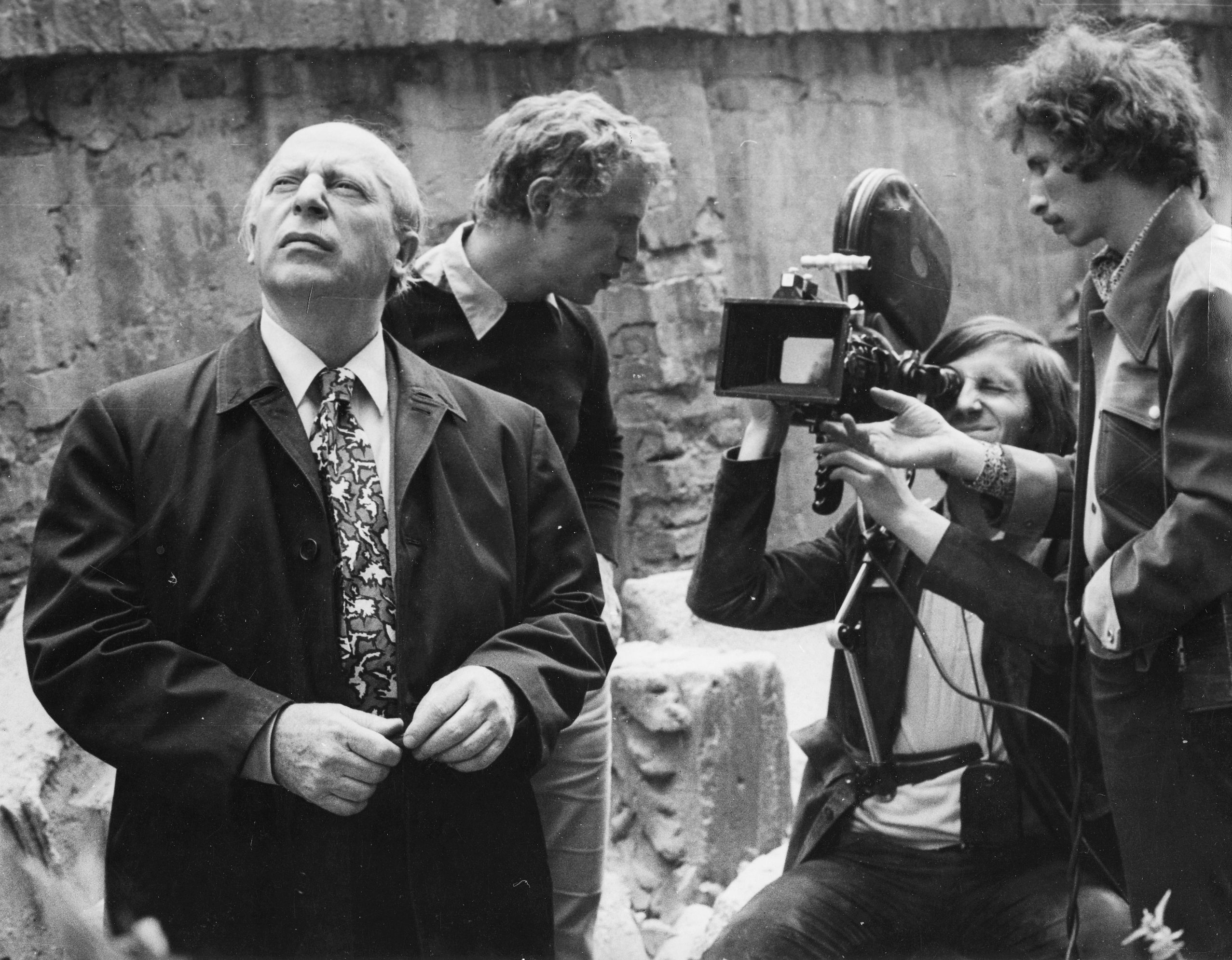
Gulyás János (jobbról a második) operatőrként a Nemes Endre festőművészről (balra) készített portréfilm forgatása közben Óbudán (1973)

Szülei Gulyás Gyula és dr. Krenkó Anna (1913–1985) szülész-nőgyógyász voltak. 1953–1961 között a Szinyei Merse Pál utcai fiúiskolában tanult. 1961-ben kezdett el filmezéssel foglalkozni, amatőr filmeket készített testvérével, Gulyás Gyulával. 1961–1965 között a Kölcsey Ferenc Gimnázium diákja volt. 1966–1968 között a Nehézipari Műszaki Egyetemen tanult gépgyártó technológus szakon. 1970–1974 között a Színház- és Filmművészeti Főiskola film- és televízió operatőr szakán tanult. 
1976–1979 között a Híradó- és Dokumentum Filmstúdió operatőre lett, majd a Balázs Béla Stúdióhoz került. 1979–1993 között a Mafilm rendezője és operatőre volt. 1993–1994 között volt a Magyar Televízió Dokumentum Műsorok Stúdiójának vezetője, és ugyanekkor tanított a Miskolci Egyetem Kulturális és Vizuális Antropológiai Tanszékén. 1999 óta szellemi szabadfoglalkozású rendező, operatőr, vágó, producer. 2006-ban a Magyar Művészeti Akadémia tagja lett.

## Magánélete
1973-ban házasságot kötött Kun Máriával. Három fiuk született: Péter (1976), Tibor (1979) és Gábor (1981).

## Filmjei

### Gulyás Gyulával közösen készített filmek
- Vannak változások… (1976-78)
- Kisérleti iskola (I-V. rész, 1976-77)
- Harang ügy (1979)
- Domaházi hegyek között (I-VI. rész, 1978-79)
- Azért a víz az úr … (1978-80)
- Pofonok völgye, avagy Papp Lacit nem lehet legyőzni (1979-80)
- Egyedi voltukban megrázó jellegük (1981)
- Ne sápadj! (1981)
- Szerződés mindhalálig (1981-82)
- Én is jártam Isonzónál (1982-86)
- Törvénysértés nélkül I-II. (1982-88)
- Balladák filmje I. (1983-89)
- Málenkíj robot I-II. (1987-89)
- Balladák filmje II (1983-89)
- Ő ilyen kőszerelmes (Erdélyi naív művészek I., 1991)
- Ez az élet csak egy harmat (Erdélyi naív művészek II., 1991-92)
- Gyermekkorom emlékei (Erdélyi naív III., 1992)
- Túlvilági beszélő (1990-92)
- Széki lassú (1969-93)
- Kinő az ember a meséből… (1969-94)
- Kicsi mérges öregúr (1992-94)
- Meggondoltan, megfontoltan (Első világháború, 1982-97)
- Soha többé katonát nem akarok látni (Első világháború, 1982-97)
- Rabló béke (Első világháború, 1982-1997)
- Mint mi közülünk egy (1997-2000)

### Gulyás János önálló filmjei (rendező és operatőr)
- Pszeudo (1971)
- Ez így van (1972)
- Haraszty István mobiljai (1974)
- Nem vagyunk mi hősök… (1993)
- Szeci (1993)
- Már szlovákok voltunk? (1994)
- „Jaki” /Hommage a’ Jakovits József/ (1992-94)
- Nagy fehér falakra vágyom (Raum Attilával) (1994)
- Volt egy ház… (1992-95)
- Cinéma du Réel (1994-95)
- „Ahol cigány van, ott már gond van…” (1995)
- Gyermek deportálások – 1956 (1996)
- Semmisnek kell tekinteni… (1956-os deportálások a Szovjetunióba) (1997)
- Ne kavarj! 1-4 (1995-97)
- Mary története (1996-2000)
- Kárpótlásra az jogosult… /46 év a Szovjetunióban/ (1996-98)
- Ennek a falunak élnie kell (1999)
- Goldberg variációk Gaudira (1996-2000)
- Szerves része a szellemtörténetnek (1998-2000)
- Hommage a’ Wagner Nándor (2000)
- A világ legmocskosabb rehabilitációja (1997-2000)
- Egy deklasszált pert akartak összehozni (Dr. Pákh Tibor portré I.) (1997-2001)
- Magyar művészet a XX. század második felében (12 részes sorozat, 2000-2004)
- Aba-Novák kálvária (2001-2002)
- Katakombák festője (1998-2002)
- Gastarbeiter maradtam végig (2001-2002)
- Nem állom meg a helyem sehol (2000-2002)
- A történelem igazolt (Dr. Pákh Tibor portré II.) (1998-2002)
- Szamizdatos évek I-II. /A Beszélő c. szamizdat folyóirat./ (1997-2003
- A magyar történelem nagy csatái (10 részes sorozat, 2000)
- Rálátást szeretnénk a dolgokra… (Véssey Gábor portré, 2003-2004)
- Ismeretlenek I-III. (Az INCONNU Csoport, 2004-2005)
- Az a dolgom, hogy csináljam (Szabó Tamás portré, 2004-2005)
- Mindig csak keletre… (2006-2007)
- Civil jelentés (2007)
- Katalizátorok (A Katalizátor Iroda, 2008-2009)
- Csak csendben, csak halkan (2008-2009)
- 4 nap emlékezés (2010-11)
- Március 15 dokumentumok (2010-11)
- Sok mindenfélébe belekaptam (Deim Pál portré, 2012)
- Lujos (Kő Pál portré, 2013)
- …festeni fogok… (Karátson Gábor portré, 2013)
- Mintha nem otthon lennénk I-II. (2013-14)
- Hiteles életet kell élni (Veress Sándor László portré, 2015-16)
- Iránytmutató függőónok (Turi Attila portré, 2017)

### Gulyás János operatőri munkái
- Szeretném, ha szeretnének (r.: Gulyás Gyula, 1961-62)
- Hurok teszt (r.: Gulyás Gyula, 1964)
- Tetteink emléke (r.: Gulyás Gyula, 1965)
- Elmondom neked (r.: Gulyás Gyula, 1965-66)
- Tanítványok (r.: Gulyás Gyula, társop: Gulyás Gyula, 1966-67)
- A legszebb pillanatban is (r.: Gulyás Gyula, társop: Gulyás Gyula, 1967)
- Két kézzel (r.: Gulyás Gyula, 1967)
- Érted (r.: Gulyás Gyula, 1968)
- Hobók vagy hobbyk (r.: Gulyás Gyula, 1969)
- Oszkár (r.: Vajda Béla, 1969)
- Fegyverbe, fegyverbe! (r.: Gulyás Gyula, 1969)
- Intermezzo (r.: Gulyás Gyula, 1969)
- Készítsünk együtt filmet (r.: Gulyás Gyula, 1969)
- Három festő (r.: Gulyás Gyula, 1969)
- Szék télen (r.: Gulyás Gyula, 1969-70)
- Út (r.: Gulyás Gyula, 1970)
- Mindszent, Gyovai Pál (r.: Gulyás Gyula, 1970)
- Magyarország kisvasútjai sorozat A szegedi madzagvasút című rész (r.: Winkler György, társ op.: Jeles András, 1971)
- Szembesítés (r.: Wilt Pál, 1972)
- A vándor (r.: Jeles András, 1973)
- Nevelésügyi sorozat I-V. (r.: Dárday István, Vitézy L., Szalai Gy., Mihályfy L., Wilt P., társ op.: Pap F., 1973-74)
- Hármasikrek (r.: Székely Orsolya, 1974)
- Relatív lengések (kísérleti, r.: Maurer Dóra, 1975)
- Keressük Dózsát (kísérleti, r.: Maurer Dóra, 1975)
- Kentaur (kísérleti, r.: Szentjóby Tamás, 1975)
- Még és már (r.: Wilt Pál, 1976)
- A cső (r.: Szalkay Sándor, 1976)
- Önfelszámolás (r.: Mihályfy Sándor, 1976)
- A feltaláló I-II. (Br.: Wilt Pál, 1976)
- A milliárdos (r.: Wilt Pál, 1996)
- Tanítványok (r.: Gulyás Gyula, társ op.: Gulyás Gyula, 1999)
- Mit látnak az iskolások? (r: Dárday István, társop.: Pap Ferenc, Kurucz Sándor, 1977)
- Távolodóban (r.: Szobolits Béla, 1977)
- Csiki-csuki (r.: Szalkay Sándor, 1977)
- Szocioportré (r.: Mihályfy László, társ op.: Dobos Gábor, 1977)
- Emlékezés (r.: Maurer Dóra, 1977)
- Küldetés (r.: Kósa Ferenc, társop.: Káplár Ferenc, 1977)
- Az utolsó szó jogán I-II. (r.: Kósa Ferenc, társop.: Káplár Ferenc, 1977-78)
- Leleplezés (r.: Vitézy László, Szalai Györgyi, társop.: Pap Ferenc, Poros László, 1977-78)
- Érdekek és akadályok (r.: Sántha László, 1978)
- Mese az öregemberről (r.: Dobray György, 1978)
- Táncdalfesztivál után (r.: Tolmár Tamás, 1989)
- Provokátorok I-IV. (r.: Gulyás Gyula, 1993-94)
- Hogyan fessünk mesét ? (r.: Raum Attila, 1997-2000, 50 perc)
- Egy rejtőzködő tanú I-III. (r.: Wilt Pál, 2004-2005)
- Veszélyes képek I-II. (r.: Kecskeméti Kálmán, 2005)
- Családtörténet (r.: Wilt Pál, 2005-2006)
- Áruló ezüstnitrát (r.: Kecskeméti Kálmán, 2006)
- Ők akik (A Cinema 64 Stúdió, 2007)
- Magyar Katalin (r.: Kecskeméti Kálmán, 2007)
- Ledöntött fáink suttogása (r.: Kecskeméti Kálmán, 2013)

## Díjai, elismerései
- Balázs Béla-díj (1988)
- Nyoni Ezüst Sestertius (1987)
- Magyar Művészetért díj (1988)
- Chicago Ezüst-díj (1998)
- Magyar filmszemle fő-díj (1988)
- Magyar filmszemle dokumentum kategória díja (1989, 1993)
- Filmkritikusok B. Nagy László-díja (1991)
- Nemzetközi Képzőművészeti Szemle első díj (1993)
- Magyar Filmszemle különdíj (1994)
- I. Roma Fesztivál, Klenovec, különdíj (1996)
- Nemzetközi Tudományos Filmszemle, különdíj (2003)
- Kamera-díj (2004)
- Nemzetközi Képzőművészeti Filmszemle, különdíj (2006)
- Film.dok, Csíkszereda különdíj (2008)
- Supka Magdolna-díj (2009)
- Film.dok, Csíkszereda, a zsűri különdíja (2010)
- Párhuzamos Kultúráért díj (2010)[6]
- Los Angeles, Ember Judit-díj (2011)
- Magyar Örökség díj (2012)
- Életmű díj (2012)
- Érdemes művész (2013)
- Kossuth-díj (2021)[7]